# Dallara BMS192
Der Dallara BMS192 ist ein Formel-1-Fahrzeug des italienischen Rennwagenherstellers Dallara, das das Team Brixia Motor Sport Scuderia Italia in der Formel-1-Saison 1992 einsetzte. Es war das letzte von insgesamt fünf Formel-1-Autos, die der Rennstall aus Brescia bei Dallara entwickeln ließ. Der BMS192 wurde von JJ Lehto und Pierluigi Martini gefahren. Martini erreichte mit ihm zwei Weltmeisterschaftspunkte. In der Weltmeisterschaft der Hersteller belegte die BMS Scuderia Italia mit dem Wagen den zehnten Rang. Das Team hatte sich vor Beginn der Saison den fünften oder sechsten Rang erhofft.

## Konstruktion
Der Dallara BMS192 war eine Weiterentwicklung des Dallara BMS191. Neu war die Motorenpartnerschaft mit Ferrari, durch die BMS Scuderia Italia 1992 Zugriff auf einen V12-Motor (Version M5) bekam. Er war von Minardis Motor des Vorjahres abgeleitet und leistete etwa 520 kW (~710 PS). Die Vereinbarung mit Ferrari galt für die Formel-1-Saisons 1992 und 1993 mit einer Verlängerungsoption für 1994. Konstrukteur Giampaolo Dallara entwickelte kein revolutionäres Auto. Obwohl der Ferrari-V12-Motor länger war als der zuvor verwendete Judd-V10, musste Dallara den Radstand des Wagens kaum ändern. Dies wurde durch Modifikationen an Chassis und Getriebe ermöglicht. Von außen betrachtet unterschied sich der BM192 wenig vom BM191, obwohl kaum gleiche Bauteile verwendet wurden. Der größte Unterschied betraf die Aerodynamik. Insbesondere wurde eine höhere Fahrzeugnase konstruiert sowie geänderte Seitenkästen.
Als Kraftübertragung diente ein quergestelltes Sechsgang-Getriebe von Dallara, zu Beginn der Saison wurde auch an einem halbautomatischen Getriebe gearbeitet. Darüber hinaus Der Wagen hatte eine Dreischeibenkupplung von AP, deren Scheiben mit Kohlenstofffasern verstärkt waren. Die Bremsanlage wurde von Brembo bezogen, die Keramikbremsscheiben von Carbone Industrie. Als Lenkgetriebe diente eine Zahnstangenlenkung von Dallara.  Die Doppelquerlenker-Vorderradaufhängung arbeitete mit über Schubstangen betätigten innenliegenden Mono-Dämpfern, die längs auf dem Monocoque angeordnet waren. Auch hinten waren zwei innenliegende horizontal angeordnete Dämpfer von Koni eingebaut.
Reifenlieferant für das Team war Goodyear. Hauptsponsoren waren Marlboro und Lucchini Engineering, daneben warben außer den Ausstattern des Teams noch Omega SA und Pioneer auf den Fahrzeugen.
Im Wintersportort Madonna di Campiglio wurde der Wagen präsentiert. Teamchef Giuseppe Lucchini dämpfte im Vorfeld der Saison die Erwartungen im Hinblick auf den leistungsstarken V12. Das Budget des Teams wurde für 1992 mit 28 Millionen Schweizer Franken angegeben.

## Fahrer
Als Fahrer wurden JJ Lehto und Pierluigi Martini verpflichtet.

## Saisonverlauf
Die wegen des Ferrari-Motors hochgesteckten Ziele wurden nicht erreicht. Insgesamt gab es zwölf Ausfälle, häufige Ausfallgründe waren Motor-, Getriebe- und Kupplungsprobleme. Ein Tiefpunkt war der Große Preis von Ungarn, bei dem Lehto sich nicht qualifizieren konnte. Im Saisonverlauf fuhren die Dallara zumeist im vorderen Mittelfeld. Fünfmal erreichten beide Fahrzeuge gemeinsam das Ziel; viermal davon hintereinander vom Großen Preis von Kanada bis zum Großen Preis von Deutschland. Somit war das zweite Drittel der Saison die erfolgreichste Zeit für den BMS192. Die beste Platzierung eines BMS192 in der Qualifikation war ein siebter Platz. Die einzigen Punktgewinne mit je einem sechsten Platz von Martini gelangen in Spanien und San Marino.

## Nachfolger
Mit Ablauf der Saison 1992 endete die seit 1988 bestehende Verbindung zwischen BMS und Dallara. Das Nachfolgemodell für die kommende Saison ließ BMS in Großbritannien von Lola Cars konstruieren. Der Lola T93/30 der Saison 1993 hatte mit Ausnahme des Ferrari-Motors keine Gemeinsamkeiten mit dem BMS192.

## Rennergebnisse
| Fahrer               | Nr.                  | 1   | 2   | 3   | 4   | 5  | 6   | 7 | 8  | 9  | 10 | 11  | 12  | 13 | 14  | 15 | 16  | Punkte | Rang |
| -------------------- | -------------------- | --- | --- | --- | --- | -- | --- | - | -- | -- | -- | --- | --- | -- | --- | -- | --- | ------ | ---- |
| Formel-1-Saison 1992 | Formel-1-Saison 1992 |     |     |     |     |    |     |   |    |    |    |     |     |    |     |    |     | 2      | 10.  |
| JJ Lehto             | 21                   | DNF | 8   | 8   | DNF | 11 | 9   | 9 | 9  | 13 | 10 | DNQ | 7   | 11 | DNF | 9  | DNF | 2      | 10.  |
| Pierluigi Martini    | 22                   | DNF | DNF | DNF | 6   | 6  | DNF | 8 | 10 | 15 | 11 | DNF | DNF | 8  | DNF | 10 | DNF | 2      | 10.  |

| Legende  | Legende            | Legende                                                          |
| Farbe    | Abkürzung          | Bedeutung                                                        |
| -------- | ------------------ | ---------------------------------------------------------------- |
| Gold     | –                  | Sieg                                                             |
| Silber   | –                  | 2. Platz                                                         |
| Bronze   | –                  | 3. Platz                                                         |
| Grün     | –                  | Platzierung in den Punkten                                       |
| Blau     | –                  | Klassifiziert außerhalb der Punkteränge                          |
| Violett  | DNF                | Rennen nicht beendet (did not finish)                            |
| Violett  | NC                 | nicht klassifiziert (not classified)                             |
| Rot      | DNQ                | nicht qualifiziert (did not qualify)                             |
| Rot      | DNPQ               | in Vorqualifikation gescheitert (did not pre-qualify)            |
| Schwarz  | DSQ                | disqualifiziert (disqualified)                                   |
| Weiß     | DNS                | nicht am Start (did not start)                                   |
| Weiß     | WD                 | zurückgezogen (withdrawn)                                        |
| Hellblau | PO                 | nur am Training teilgenommen (practiced only)                    |
| Hellblau | TD                 | Freitags-Testfahrer (test driver)                                |
| ohne     | DNP                | nicht am Training teilgenommen (did not practice)                |
| ohne     | INJ                | verletzt oder krank (injured)                                    |
| ohne     | EX                 | ausgeschlossen (excluded)                                        |
| ohne     | DNA                | nicht erschienen (did not arrive)                                |
| ohne     | C                  | Rennen abgesagt (cancelled)                                      |
| ohne     | keine WM-Teilnahme |                                                                  |
| sonstige | P/fett             | Pole-Position                                                    |
| sonstige | 1/2/3/4/5/6/7/8    | Punktplatzierung im Sprint-/Qualifikationsrennen                 |
| sonstige | SR/kursiv          | Schnellste Rennrunde                                             |
| sonstige | *                  | nicht im Ziel, aufgrund der zurückgelegten Distanz aber gewertet |
| sonstige | ()                 | Streichresultate                                                 |
| sonstige | unterstrichen      | Führender in der Gesamtwertung                                   |